# Isabella Spinola
Isabella spinola è un'opera in quattro atti di Pietro Abbà Cornaglia, su libretto di Crispino Jachino. La prima rappresentazione ebbe luogo al Teatro Carcano di Milano il 20 maggio 1877.

## Trama
L'azione si svolge nel 1270, a Genova; parte dell'atto secondo in Tolemaide.

### Atto I
Isabella, innamorata di Ansaldo che crede morto, è costretta al matrimonio con Ugo. Ma proprio il giorno delle nozze Fernando riesce a farle sapere che Ansaldo è vivo ed ancora la ama.

### Atto II
Isabella, che ha accettato l'unione con Ugo a causa delle preghiere del padre, non vuole consumare il matrimonio.
Intanto Ansaldo si trova in Tolemaide tra i Crociati, in veste di pastore. Viene rintracciato da Lanfranco, suo confidente, al quale racconta che è stato Ugo, anch'egli impegnato nella Crociata, a cercare di ucciderlo, per gelosia, fingendo di volerlo difendere da nemici arabi.

### Atto III
Lanfranco e Ansaldo tornano a Genova, dove Isabella è creduta morta. Quando riescono a visitare il sepolcro, Ansaldo lo vuole aprire per rivedere l'amata, e così scoprono che è pieno di sabbia. Ansaldo capisce che Isabella viene tenuta segregata e riesce a liberarla, ma Isabella prima di riunirsi a lui pretende che il matrimonio contratto con Ugo venga sciolto.

### Atto IV
Ansaldo, nuovamente vestito da guerriero, si rivela e accusa Ugo di tradimento di fronte al Podestà e ai giudici. Si decide che un combattimento tra i due rivali stabilirà chi ha ragione. Ugo ha la peggio, ma fa in tempo a ordinare ad un suo scudiero di uccidere Isabella, che viene trafitta al cuore mentre prega e muore tra le braccia di Ansaldo.